# Мудроњово
Мудроњово (слч. Mudroňovo) насељено је мјесто са административним статусом сеоске општине (слч. obec) у округу Коморан, у Њитранском крају, Словачка Република.

## Становништво
| Година:    | 1994. | 2004.    | 2014.    | 2024.   |
| ---------- | ----- | -------- | -------- | ------- |
| Број људи: | 89    | 110      | 130      | 124     |
| Разлика:   |       | +23,59 % | +18,18 % | -4,61 % |

| Година:    | 2023. | 2024.   |
| ---------- | ----- | ------- |
| Број људи: | 123   | 124     |
| Разлика:   |       | +0,81 % |

Према подацима о броју становника из 2011. године насеље је имало 126 становника.